# Tauri (software)
O Tauri é uma ferramenta de código aberto projetada para criar aplicativos de desktop multiplataforma para as plataformas Linux, macOS e Windows usando um frontend web. A ferramenta funciona com um back-end em Rust e um front-end WebView em JavaScript usando as bibliotecas de renderização TAO e WRY.  Tauri foi lançado com o propósito de ser uma alternativa melhor a estruturas similares existentes, como Electron. 
A primeira versão estável do Tauri, a 1.0 foi lançada em junho de 2020. Em 2024, foi lançada a Beta da versão de testes do Tauri v2, que inclui suporte para dispositivos móveis tais como iOS e Android.

## Arquitetura
O Tauri tem, por exemplo, como componente de sua arquitetura principal, a crate (pacote) Rust, que serve como porta de entrada para começar a desenvolver o aplicativo, contendo o ambiente de execução, macros, utilitários e APIs. O kit de ferramentas também inclui ferramentas essenciais, como bundlers, ferramentas de linha de comando e também de auxílio no desenvolvimento do próprio software. Outros componentes do Tauri incluem uma biblioteca multiplataforma que auxilia na criação de janelas (TAO) e uma WebView própria (WRY), que permitem a compatibilidade entre plataformas macOS, Linux e Windows.
Foi desenvolvido em Rust, uma linguagem conhecida por sua performance e confiabilidade devido aos seus recursos de segurança de memória.  Ele também permite aos usuários a função de ativar e desativar APIs individuais no Javascript da WebView,  e oferece um padrão de isolamento para evitar vulnerabilidades por scripts maliciosos ou inseguros no back-end.